# Ilmar Jaks
Ilmar Jaks (4 de abril de 1923, em Asuküla, condado de Lääne - novembro de 2019, em Estocolmo) foi um escritor estoniano. Ele é mais conhecido pelos seus contos.
De 1934 a 1941 estudou no Haapsalu Gymnasium. Em 1941 ele migrou para a Finlândia, tendo combatido no Regimento de Infantaria Finlandês 200. Em 1945 ele fugiu para a Suécia. Lá ele tornou-se funcionário público sueco e também trabalhou no seu escritório de direito privado.

## Obras
- 1958: coleção de contos "Aruanne"
- 1970: coleção de contos "Mapp"
- 2003: coleção de contos "Pimedus"